# Ronde van de Algarve 2003
De Ronde van de Algarve 2003 (Portugees: Volta ao Algarve 2003) werd gehouden van 18 tot en met 22 februari in het zuiden van Portugal. Het was de 29ste editie van deze rittenkoers. De ronde wordt sinds 1960 georganiseerd. Titelverdediger was de Portugees Cândido Barbosa, die ditmaal genoegen moest nemen met de vijfde plaats in de eindrangschikking. Van de 112 gestarte renners bereikten 84 de eindstreep in Loulé.

## Startlijst
LA-Pecol
- 1.  Cândido Barbosa
- 2.  Bruno Castanheira
- 3.  Orlando Rodrigues
- 4.  Pedro Lopes
- 5.  Jon Bru
- 6.  Rui Roque
- 7.  Nuno Ribeiro
- 8.  Vicente Reynés

US Postal Service presented by Berry Floor
- 11.  Michael Barry
- 12.  George Hincapie
- 13.  Damon Kluck
- 14.  Gennadi Michajlov
- 15.  Víctor Hugo Peña
- 16.  José Luis Rubiera

Lampre
- 21.  Gabriele Missaglia
- 22.  Simone Bertoletti
- 23.  Alberto Loddo
- 24.  Francesco Casagrande
- 25.  Marco Pinotti
- 26.  Mariano Piccoli
- 27.  Luciano Pagliarini
- 28.  Milan Kadlec

Porta Da Ravessa-Tavira
- 31.  Nelson Vitorino
- 32.  Vidal Fitas
- 33.  Joaquim Andrade
- 34.  David Blanco
- 35.  Ricardo Costa
- 36.  Luis Bartolomeu
- 37.  Krassimir Vassiliev
- 38.  José Jimenez

ASC-Vila Do Conde
- 41.  Quintino Rodrigues
- 42.  Claudio Faria
- 43.  César Pinto
- 44.  Ruben Galvan
- 45.  Rafael Mila
- 46.  Israel Nuñez
- 47.  Sérgio Paulinho
- 48.  Óscar Serrano

Barbot-Torrie
- 51.  Nuño Marta
- 52.  Nuno Alves
- 53.  Carlos Pinho
- 54.  Hugo Lucio
- 55.  Hugo Sabido
- 56.  Christian Climent
- 57.  Óscar Diaz
- 58.  Juan Olmo

Milaneza-MSS
- 61.  Claus Michael Møller
- 62.  Ángel Edo
- 63.  Renato Silva
- 64.  Gonçalo Amorim
- 65.  David Bernabéu
- 66.  Francisco Perez
- 67.  Pedro Cardoso
- 68.  Paulo Barroso

Kelme-Costa Blanca
- 71.  Adolfo Garcia
- 72.  José Cayetano
- 73.  Alexis Rodriguez
- 74.  David Muñoz
- 75.  Julian Usano
- 76.  Jordi Riera
- 77.  Ignacio Gutierrez
- 78.  Roberto Lozano

Lokomotiv
- 81.  Pavel Broett
- 82.  Oleg Rodionov
- 83.  Sergej Klimov
- 84.  Aleksej Markov
- 85.  Aleksandr Serov
- 86.  Nikita Jeskov
- 88.  Denis Smyslov

Carvalhelhos-Boavista
- 91.  Atanas Petrov
- 92.  Celio Sousa
- 93.  Joaquim Sampaio
- 94.  Ben Day
- 95.  Gustavo Lemos
- 96.  Pedro Soeiro
- 97.  Gustavo Veloso
- 98.  José Rodrigues

Euskaltel-Euskadi
- 101.  Mikel Artetxe
- 102.  Ruben Díaz
- 103.  Dionisio Galparsoro
- 104.  Gorka Gerrikagoitia
- 105.  Iñaki Isasi
- 106.  Roberto Laiseka
- 107.  Alberto López
- 108.  Aitor Silloniz

Antarte-Rota Movei
- 111.  Virgilio Santos
- 112.  Gerardo Fernández
- 113.  Alberto Benito
- 114.  Jacek Morajko
- 115.  Ruben Oliveira
- 116.  Ricardo Felgueiras
- 117.  João Silva

Cantanhede-M-Marialva
- 121.  Hélder Silva
- 122.  Hugo Vitor
- 123.  Luis Sarreira
- 124.  Elio Sousa
- 125.  Paulo Ferreira
- 126.  Unai Yus
- 127.  Pedro Costa
- 128.  Ezequiel Mosquera

Pepolim&Irmaos-Ovare
- 131.  Alexandre Pinho
- 132.  José Oliveira
- 133.  Rui Bica
- 134.  Marc Soares
- 135.  Sergio Franco
- 136.  Pedro Magalhaes
- 138.  Marco Meira

## Klassementsleiders
| Etappe      | Winnaar              | Algemeen        | Punten    | Berg            | Sprint        |
| 1           | Ángel Edo            | Ángel Edo       | Ángel Edo | Óscar Serrano   | Óscar Serrano |
| 2           | Alberto Loddo        | Ángel Edo       | Ángel Edo | Aitor Silloniz  | Óscar Serrano |
| 3           | Cândido Barbosa      | Ángel Edo       | Ángel Edo | Aitor Silloniz  | Óscar Serrano |
| 4           | Claus Michael Møller | Claus M. Møller | Ángel Edo | Aitor Silloniz  | Óscar Serrano |
| 5           | Pedro Cardoso        | Claus M. Møller | Ángel Edo | Nelson Vitorino | Óscar Serrano |
| Eindstanden | Eindstanden          | Claus M. Møller | Ángel Edo | Nelson Vitorino | Óscar Serrano |

## Etappe-uitslagen

### 1e etappe
| Tavira – Tavira (178 km) |               |                   |          |
| Plaats                   | Naam          | Ploeg             | Tijd     |
| Winnaar                  | Ángel Edo     | Milaneza-MSS      | 4u41'23" |
| 2                        | Michael Barry | US Postal Service | z.t.     |
| 3                        | Jon Bru       | LA-Pecol          | z.t.     |

### 2e etappe
| Lagoa – Vila Real de Santo António (172 km) |                 |              |          |
| Plaats                                      | Naam            | Ploeg        | Tijd     |
| Winnaar                                     | Alberto Loddo   | Lampre       | 4u17'25" |
| 2                                           | Cândido Barbosa | LA-Pecol     | z.t.     |
| 3                                           | Ángel Edo       | Milaneza-MSS | z.t.     |

### 3e etappe
| Lagos – Lagos (153,8 km) |                 |                    |          |
| Plaats                   | Naam            | Ploeg              | Tijd     |
| Winnaar                  | Cândido Barbosa | LA-Pecol           | 3u59'36" |
| 2                        | Jacek Morajko   | LA Rota dos Móveis | z.t.     |
| 3                        | Ángel Edo       | Milaneza-MSS       | z.t.     |

### 4e etappe
| Guia – Albufeira (individuele tijdrit over 10,5 km) |                      |                    |         |
| Plaats                                              | Naam                 | Ploeg              | Tijd    |
| Winnaar                                             | Claus Michael Møller | Milaneza-MSS       | 13' 27" |
| 2                                                   | Víctor Hugo Peña     | US Postal Service  | +00'09" |
| 3                                                   | David Muñoz          | Kelme-Costa Blanca | +00'13" |

### 5e etappe
| Loulé – Alto do Malhão (161,6 km) |                      |              |          |
| Plaats                            | Naam                 | Ploeg        | Tijd     |
| Winnaar                           | Pedro Cardoso        | Milaneza-MSS | 4u07'19" |
| 2                                 | Claus Michael Møller | Milaneza-MSS | +00' 02" |
| 3                                 | David Bernabéu       | Milaneza-MSS | z.t.     |

## Eindklassementen
| Plaats    | Naam                 | Ploeg                 | Tijd      |
| --------- | -------------------- | --------------------- | --------- |
| Gele trui | Claus Michael Møller | Milaneza-MSS          | 17u19'06" |
| 2         | Víctor Hugo Peña     | US Postal Service     | +00' 15"  |
| 3         | Pedro Cardoso        | Milaneza-MSS          | +00' 34"  |
| 4         | David Bernabéu       | Milaneza-MSS          | +00' 38"  |
| 5         | Cândido Barbosa      | LA-Pecol              | +00' 39"  |
| 6         | Bruno Castanheira    | LA-Pecol              | +00' 56"  |
| 7         | Francisco Pérez      | Milaneza-MSS          | +00' 59"  |
| 8         | Simone Bertoletti    | Lampre                | +01' 01"  |
| 9         | Unai Yus             | Cantanhede-M-Marialva | +01' 27"  |
| 10        | Juan Olmo            | Barbot-Torrie         | +01' 28"  |

| Plaats      | Naam            | Ploeg             | Punten |
| ----------- | --------------- | ----------------- | ------ |
| Groene trui | Ángel Edo       | Milaneza-MSS      | 57     |
| 2           | Cândido Barbosa | LA-Pecol          | 45     |
| 3           | Ruben Galvan    | ASC-Vila Do Conde | 31     |

| Plaats    | Naam            | Ploeg                   | Punten |
| --------- | --------------- | ----------------------- | ------ |
| Rode trui | Nelson Vitorino | Porta Da Ravessa-Tavira | 18     |
| 2         | Aitor Silloniz  | Euskaltel-Euskadi       | 15     |
| 3         | Pedro Cardoso   | Milaneza-MSS            | 9      |

| Plaats     | Naam           | Ploeg              | Punten |
| ---------- | -------------- | ------------------ | ------ |
| Witte trui | Óscar Serrano  | ASC-Vila Do Conde  | 8      |
| 2          | Roberto Lozano | Kelme-Costa Blanca | 7      |
| 3          | José Cayetano  | Kelme-Costa Blanca | 6      |

| Plaats | Ploeg              | Tijd      |
| ------ | ------------------ | --------- |
|        | Milaneza-MSS       | 51u58'50" |
| 2      | LA-Pecol           | +01' 35"  |
| 3      | Kelme-Costa Blanca | +02' 32"  |

1960 · 1961 · 1962-1976 · 1977 · 1978 · 1979 · 1980 · 1981 · 1982 · 1983 · 1984 · 1985 · 1986 · 1987 · 1988 · 1989 · 1990 · 1991 · 1992 · 1993 · 1994 · 1995 · 1996 · 1997 · 1998 · 1999 · 2000 · 2001 · 2002 · 2003 · 2004 · 2005 · 2006 · 2007 · 2008 · 2009 · 2010 · 2011 · 2012 · 2013 · 2014 · 2015 · 2016 · 2017 · 2018 · 2019 · 2020 · 2021 · 2022 · 2023 · 2024 · 2025